# 有形世界リコンストラクション
『有形世界リコンストラクション』は、sasakure.UKによる生演奏バンド、有形ランペイジ名義のスタジオ・アルバム。2012年10月17日にポニーキャニオンから発売された。

## 概要
sasakure.UK率いるバンド「有形ランペイジ」のアルバムとして2012年に発売され、2020年時点で「有形ランペイジ」名義での唯一の作品である。バンドプロデューサー・sasakure.UKの「*ハロー、プラネット。」や話題のVOCALOID曲を、有形ランペイジならではの解釈で"再構築"してカバーした楽曲、また有形ランペイジ初となる、超難解なオリジナル曲「世界五分前仮説」とインストゥルメンタル曲2曲が収録されている。特典DVDには築地BLUE MOODで行われたsasakure.UK presents「有形ランペイジ~葉月の陣~」のライブ映像が収録。

## 収録曲
Disc1 (CD)
1. 世界五分前仮説
オリジナル曲（ボーカリスト：marina）
2. The De'but
オリジナルインスト曲
3. カゲロウデイズ feat. majico
原曲:じん
4. 二息歩行 feat. 神田沙也加
原曲:DECO*27
5. 千本桜 feat. Daisy×Daisy
原曲:黒うさP
6. HOME
オリジナルインスト曲
7. トリノコシティ feat. UmiNeko
原曲:40mP
8. FREELY TOMORROW
原曲:Mitchie M（ボーカリスト：marina）
9. 裏表ラバーズ
原曲:wowaka（ボーカリスト：marina）
10. ストロボラスト feat. 三森すずこ
原曲:椎名もた(ぽわぽわP)
11. ＊ハロー、プラネット。
原曲:sasakure.UK（ボーカリスト：marina）

Disc2 (特典DVD)
sasakure.UK presents「有形ランペイジ~葉月の陣~」
1. タイガーランペイジ
2. 世界五分前仮説
3. トリノコシティ feat. UmiNeko
4. 千本桜 feat. Daisy×Daisy
5. ＊ハロー、プラネット。
6. おやすみ

## 演奏
有形ランペイジ
- sasakure.UK：Producer, Synthesizer, Programming
- marina：Vocal (1.8.9.11)
- 佐々木秀尚：Guitar
- 二家本亮介：Bass
- 今井義頼：Drums, Percussion
- 白井アキト：Keyboards

ゲストボーカル
- majico (まじ娘) (3)
- 神田沙也加 (4)
- Daisy×Daisy (5)
- UmiNeko (7)
- 三森すずこ (10)